# ليو غارسيا
ليو غارسيا (بالإسبانية: Leo García)‏ هو موسيقي ومغني أرجنتيني، ولد في 31 أغسطس 1970 في مورينو في الأرجنتين.

## وصلات خارجية
- ليو غارسيا على موقع ميوزك برينز (الإنجليزية)
- ليو غارسيا على موقع ديسكوغز (الإنجليزية)